# Partido Maoista Russo
O Partido Maoista Russo (PMR; em russo:  Российская маоистская партия, РМП) é um partido maoísta da Rússia. Foi criado a 9 de junho de 2000.

## Ideologia
O PMR aceita o legado do Partido Trabalhista Social-Democrata Russo [RSDLP], do Partido Trabalhista Social-Democrata Russo (Bolchevique) [RSDLP(b)], do Partido Comunista Russo (Bolchevique) [RCP (b)], do Partido Comunista da União Soviética (Bolchevique) [PCUS (b)], e do Partido Comunista da União Soviética [PCUS], até 1953. Eles também aceitam o legado do Partido Comunista Chinês [PCC] até 1976, tornando-o anti-revisionista .
O RMP rejeita o legado do PCUS desde 1953 e do PCC desde 1976. Eles consideram os regimes sucessivos de Nikita Khrushchev e Leonid Brezhnev como social-imperialismo, um dos mais feios sistemas sociais totalitários da história mundial e vêem sua continuação na Rússia pós-soviética de Boris Yeltsin e Vladimir Putin.

O partido tinha relações fraternas com o Movimento Maoista Internacionalista e atualmente com a Conferência Internacional de Partidos e Organizações Marxistas-Leninistas, o PMR também é conhecido como membro da Coordenadora Internacional de Partidos e Organizações Revolucionárias .